# Victoria Park, Malmö

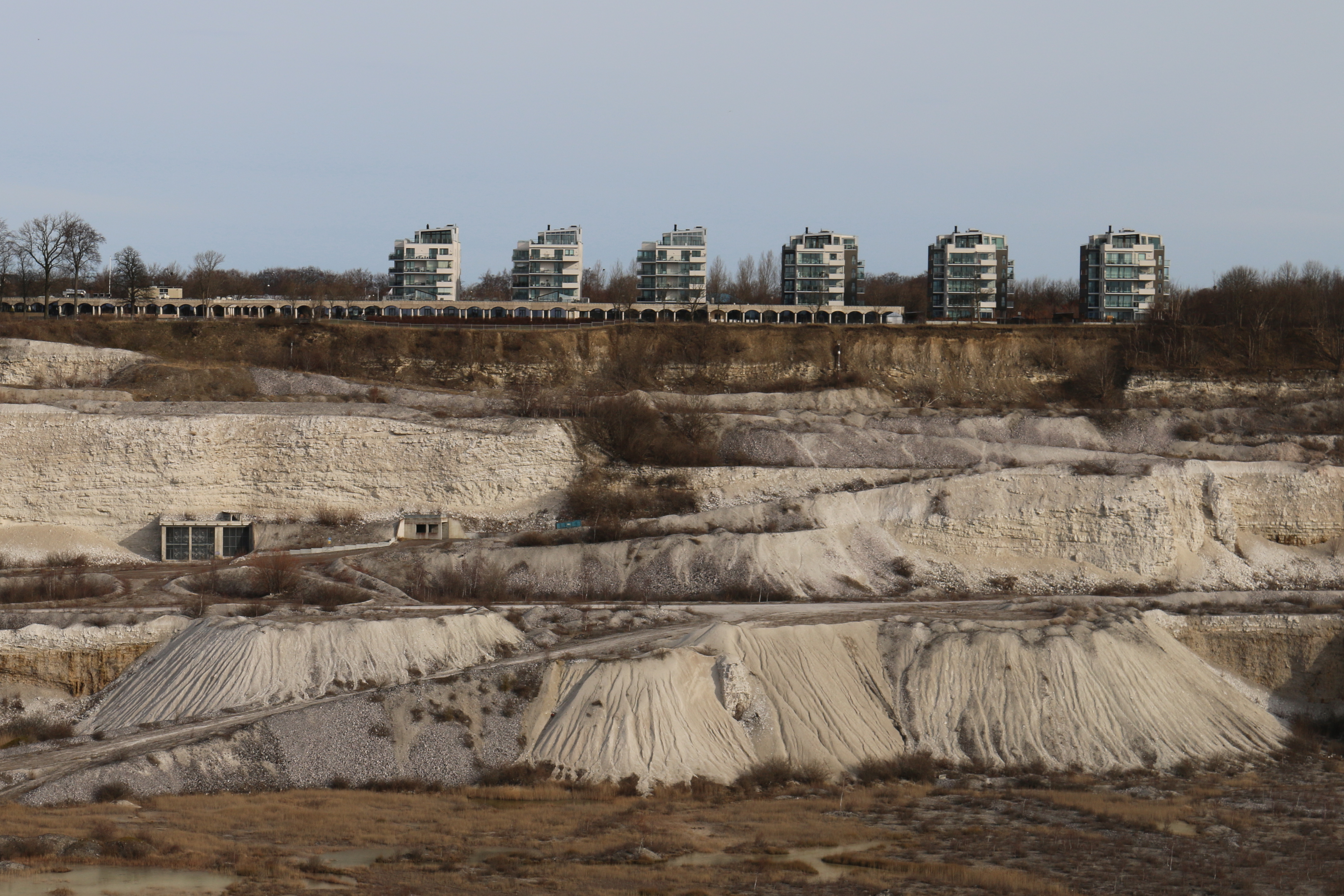
Victoria Park vid kalkbrottet

Victoria Park är ett bostadsområde i Malmö, uppfört från 2008–2009 vid randen till det gamla kalkbrottet i Limhamn söder om Malmös stadskärna.
Victoria Parks första boende flyttade in 2009. Området har av kritiker hävdats vara ett slutet grindsamhälle, om än i modern form och anpassat till svenska förhållanden, men området och servicenäringar är tillgängligt för envar, med undantag för delar av huvudbyggnaden med sin reception och vissa trädgårdsytor i nära anslutning till husen. Anläggningens huvudbyggnad är byggmaterialkoncernen Eurocs gamla huvudkontor, som numera kallas Victoriahuset. Huset ritades av Sten Samuelson 1977 och är ansett som ett tidigt exempel på postmodern svensk arkitektur. Förebild var ett kloster i centrala Arles i Frankrike. På taket till Victoriahuset är tillbyggt tre nybyggda punkthus och i anslutning till dessa finns ytterligare tre punkthus.
Victoria Park ägs och förvaltas av fyra bostadsrättsföreningar, där varje bostadsrättsinnehavare mot en månadsavgift har tillgång till ett servicekoncept som är inspirerat av hotell- och resortanläggningar. Det finns bland annat en ständigt bemannad reception, biograf, en spaanläggning med inomhus- och utomhuspool, tennisbana, restaurang, vinkällare och en golfbana för närspelsträning vid kalkbrottets rand.
Victoria Park var från början i första hand tänkt som ett seniorboende men numera sägs Victoria Park vara ett livsstilsboende riktat till alla som vill leva ett aktivt liv med möjligheter till olika fritidssysselsättningar, I anläggningen finns för närvarande olika organiserade fritidsaktiviteter som bridge, film, matlagning, boule, vinprovning, körsång, vattengympa, yoga, tennis med mera. I närheten finns Victoria Vård och Hälsa, en vårdcentral i vilken också ingår företagshälsovård och korttidsboende för äldre.